# Rheumaptera cupreipennis
Rheumaptera cupreipennis là một loài bướm đêm trong họ Geometridae.